# Schöckl
Der Schöckl, häufig auch als Schöckel bezeichnet, ist mit einer Höhe von 1445 m ü. A. der südlichste bedeutende Gipfel im Grazer Bergland. Der Berg ist Namensgeber für einen Weiler und eine Katastralgemeinde der Gemeinde Sankt Radegund bei Graz.

## Geologie
Die Besonderheit des Schöckls liegt in seiner exponierten Lage am südlichen Alpenrand und seiner relativen Höhe zum anschließenden Grazer Becken und Leibnitzer Feld. Er besteht vorwiegend aus Glimmerschiefern und aus Kalken.
Der Kalkstock steht auf einem kristallinen Untergrund, dem Radegunder Kristallin. Daher treten an einigen Stellen Quellen an die Oberfläche, die die Wasserversorgung der umliegenden Orte bilden. In dem Kalkgestein sind immer wieder Höhlen und Dolinen anzutreffen.

## Topografie
Durch seine Lage in unmittelbarer Nähe der steirischen Landeshauptstadt – etwa 15 Kilometer nördlich – gilt er als Grazer Hausberg. Er ist ein beliebtes Ausflugsziel für Spaziergänger, Wanderer, Rennradfahrer, Mountainbiker, Downhiller, Drachenflieger und Paragleiter.
Am Südfuß des Schöckls liegt die Ortschaft Sankt Radegund bei Graz. Von dort kann das Bergplateau mit der Schöckl-Seilbahn erreicht werden. Die Seilbahn kreuzt die Schöcklstraße, die unterhalb des Schöcklkreuzes von der Landesstraße 319 abzweigt und über den Römerweg nach Westen führt. Die für den allgemeinen Verkehr gesperrte Mautstraße wird vom Mariazeller Weg (Weg 06) gequert, der über die Ortslage Schöneben auf das Plateau zur Halterhütte verläuft. Die Zufahrt auf den Gipfel ist aus Umweltschutzgründen nur mit Sondergenehmigung möglich.
Auf dem etwa zwölf Hektar großen Hochplateau des Berges finden sich neben zwei Gaststätten auch das Stubenberghaus, der Sender Schöckl beim eigentlichen Gipfel sowie eine meteorologische Station. Am Nordhang sind zwei Skilifte installiert (ein dritter wurde 2002 stillgelegt). Etwas abgesetzt steht am Rand der Jahnwiese ein Jahn-Denkmal  – der Berg war ab 1927 jährlich Austragungsort eines Sport-Bergfests. Vom Jahn-Denkmal fällt die Kalte Rinne nach Norden bis Amberg ab.
Der Bereich im Osten den Plateaus heißt Schöcklkopf (1423 m ü. A.) und ist über den Niko-Steig (Wanderweg 22) zu erreichen, welcher am Großen Wetterloch vorbeiführt. In diesem Bereich befand sich in der römischen Antike ein Heiligtum, das archäologisch erschlossen wird. Auf der östlichen Südseite befindet sich die Weiße Wand. Westlich vom Schöcklkopf steht auf einer Anhöhe die 2015 errichtete Johanneskapelle. Der Bereich auf der nordöstlichen Seite des Schöckls trägt den Namen Hammerschlag. Diese Lage kann vom Schöcklkreuz aus, einem Sattel zwischen Schöckl und Rabnitzberg (1182 m ü. A.), erreicht und durchquert werden. Auf der Nordseite des Berges liegt das Kleine Wetterloch.
Am Westgipfel (1442 m ü. A.) ist ein großes Gipfelkreuz markant sichtbar. Nach Westen zum Schöcklsattel führt ein Almboden mit dem Namen Schneid talwärts. Vom Schöcklsattel kann der Niederschöckl (1325 m ü. A.) unschwierig begangen werden, von dort führt ein Steig über das Loregg zum Steingraben oder zum Theisslwirt. Über die Johann-Waller-Hütte und das Göstinger Forsthaus ist nach kurzem Abstieg ebenfalls der Steingraben zu erreichen, wobei der Lange Weg über die Erhardhöhe (1049 m ü. A.) nach Kalkleiten führt.
Der Schöckl ist der Namensgeber der umliegenden Region Schöcklland, die aus neun Gemeinden besteht. Außerdem wird der Schöckl vom Automobilproduzenten Magna Steyr als Gelände-Teststrecke für Geländefahrzeuge genutzt. Unter anderem wird hier die Mercedes-Benz G-Klasse getestet.

## Sendeturm

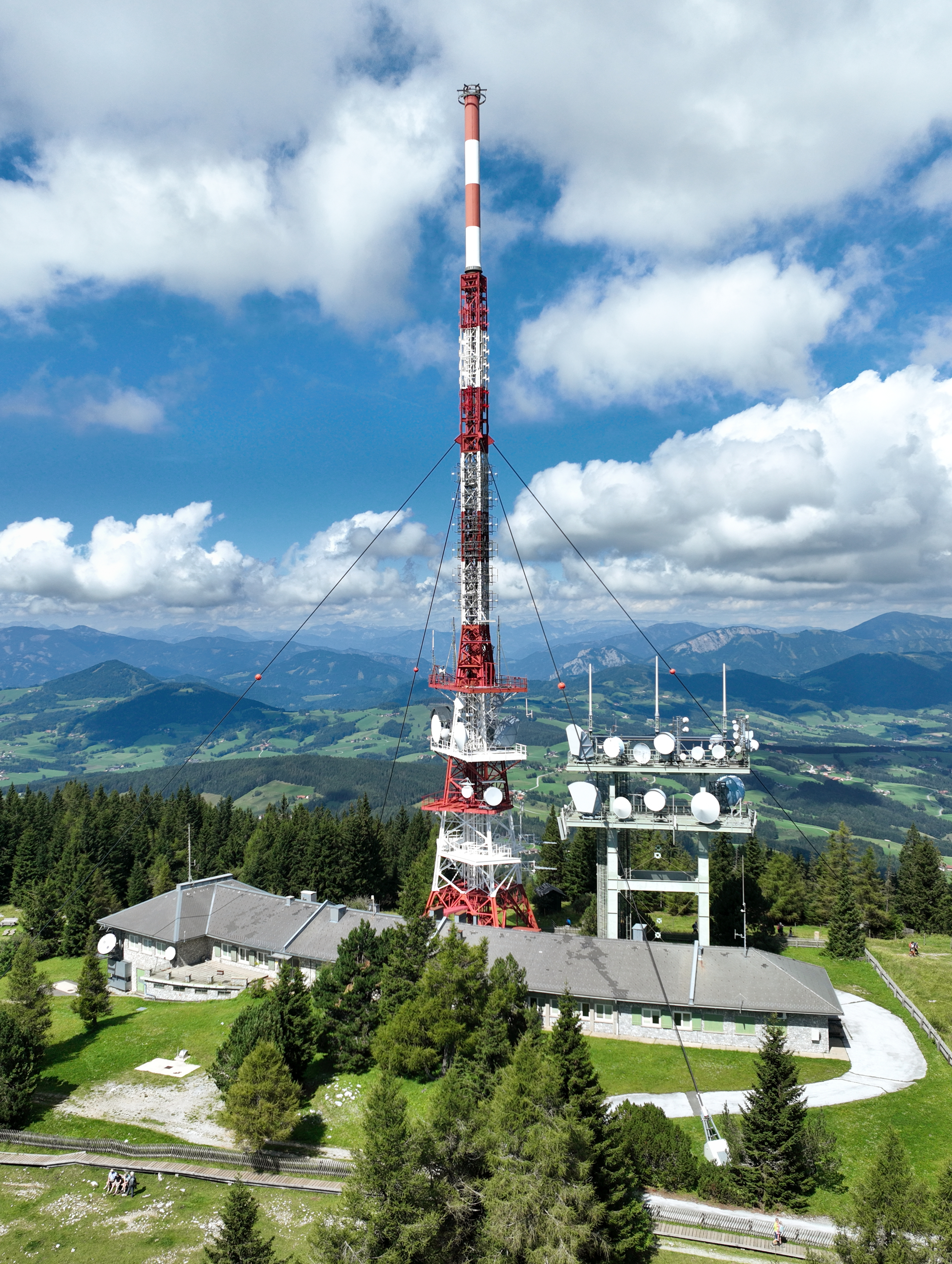
Sender Schöckl

Der Sendeturm auf dem Schöckl wurde zwischen 1955 und 1957 errichtet. Ursprünglich war er 74 Meter hoch. Mit der Einführung des UHF-Fernsehens wurde er auf 100 Meter erhöht. Auf dem ursprünglich freistehenden Turm, der heute mit Abspannseilen gesichert ist, sind Fernsehsender und verschiedene Richtfunkantennen installiert.

## Freizeitangebote
Im Umfeld der Talstation befindet sich ein Kletterpark. In der Nähe der Bergstation befindet sich ein Motorikparkour, die Sommerrodelbahn Hexenexpress, ein Discgolf-Parcours, eine Startrampe zum Paragleiten und Drachenfliegen sowie eine 3,4 km lange barrierefreie Wanderroute. Weiters beginnt dort ein 35 km langer Radrundweg sowie eine 8 km lange Downhillstrecke zur Talstation.
Auf und über den Schöckl führen eine Vielzahl von Wanderwegen, darunter der steirische Mariazellerweg.

## Radsport und Triathlon
2003 fand am Schöckl die Downhill-Europameisterschaft statt.
Seit 2009 (Weltmeisterschaft) werden jährlich Mountainbikerennen mit Start in Stattegg gefahren.
Seit 2018 findet jährlich der SchöcklHERO statt, ein Triathlon von Kumberg bis auf den Gipfel des Schöckel.

## Historisches
Vereinzelte Spuren weisen auf eine Straße und eine Besiedelung des Schöckls in der Römerzeit hin. Die erste namentliche Erwähnung als mons sekkel stammt aus einer Urkunde des Stifts Seckau aus dem Jahr 1147. Die erste neuzeitliche Unterkunftshütte entstand 1780. Der Berg erhielt mehrmals prominenten Besuch, zum Beispiel von Johannes Kepler (1601 zur Bestimmung der Erdkrümmung), Erzherzog Johann, Peter Rosegger und dem steirischen Raketenpionier Friedrich Schmiedl, der im Jahr 1931 vom Schöckl seine erste Postrakete startete.
Am 16. August 1909 wurde der Schöckl erstmals mit einem Puch-Automobil unter Karl Slevogt erklommen.

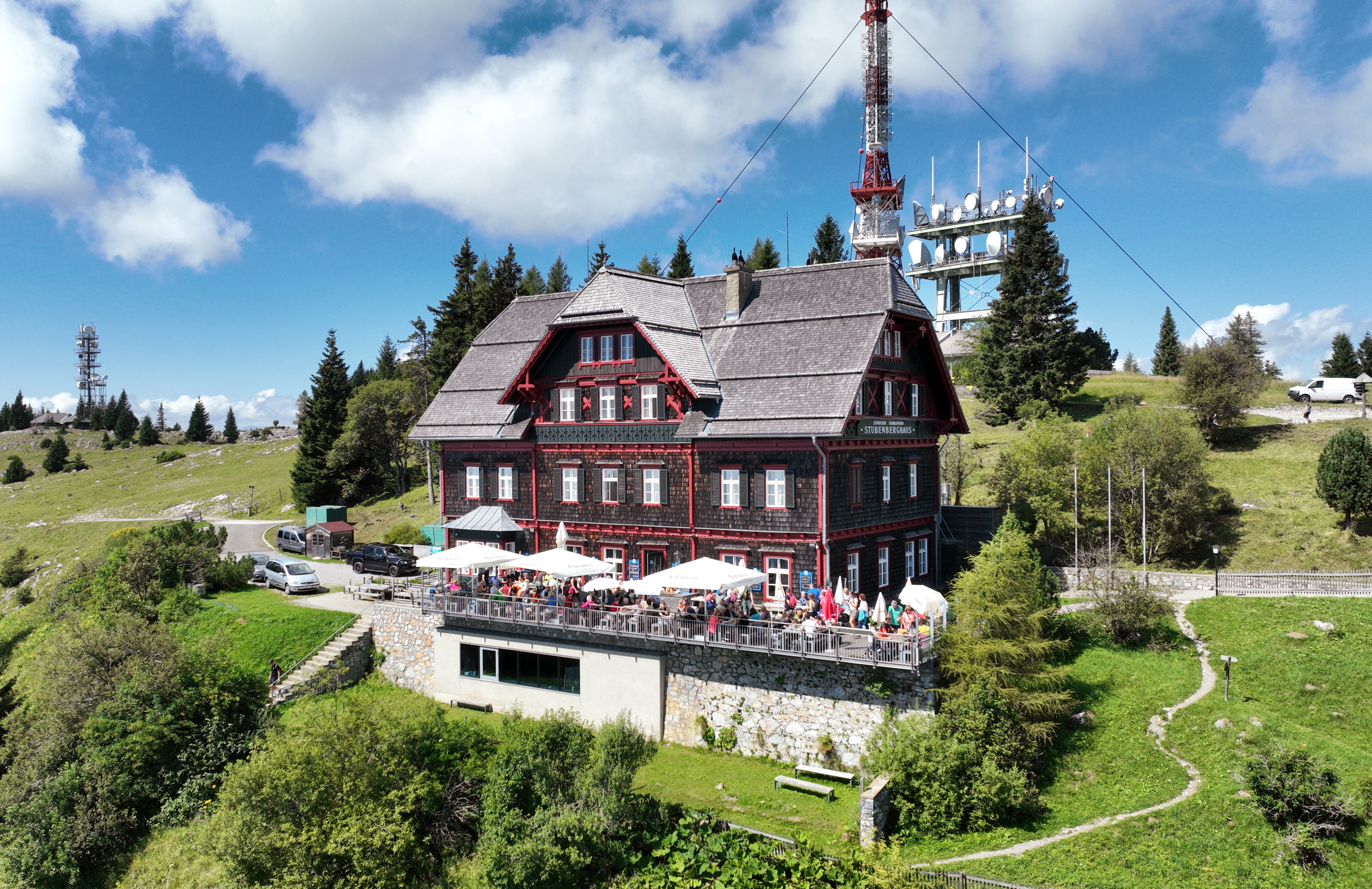
Das 1890 eröffnete Stubenberghaus

Die touristische Erschließung begann am 14. September 1890 mit der Eröffnung des Stubenberghauses als Schutzhütte des Deutschen und Österreichischen Alpenvereins, bzw. 1913 mit der Eröffnung der Schöcklstraße, die damals bis zum Gipfel befahrbar war. 1951 wurde die erste Seilbahn von St. Radegund aus bis zum Gipfelplateau in Betrieb genommen. Die Viererkabinen wurden von der Wiener Brückenbau- u. Eisenkonstruktions A.G. im Wesentlichen aus gekantetem und gebogenem Aluminiumblech genietet. Weiters wurde für die Giebel auch Aluguss, Holz (Bänke, Bodenrost, Stoßstangen), Bugholz (Lehnen), Holzfaserplatten verwendet. Das innenliegende Fenster ist fest mineralverglast, die in den außenliegenden Türflügeln sind jedoch versenkbar. Zumindest zuletzt (1994?) bestand die Aufhängung der Kabine aus verzinktem, geschweißtem Stahl. Innenseitig in der Kabine ist bodennah als Gewichtsausgleich und Ballast ein etwa 20 kg schwerer Eisenstreifen montiert. Die außenliegenden Schiträger nahmen 30° schräg zur Vertikalen je 2 Paar Schi auf. Ein Bügelgriff vorne-außen an der Kabine diente dem händischen Verschub. Zum Notabseilen kann ein Karabiner außen an der Kabinenaufhängung eingehängt und ein Seil türnah durch eine Öffnung im Boden durchgefädelt werden.
Von 1952 bis 1985 konnte man auch mit einer Sesselbahn („Nordlift“) vom nördlich des Berges gelegenen Semriach aus den Gipfel erreichen. 1995 wurde die grundlegend erneuerte Seilbahn (von St. Radegund aus) eröffnet.
Am Rand des Gipfelplateaus sind noch Reste einer Startbasis für Segelflugzeuge aus dem frühen 20. Jahrhundert zu sehen. Der Start erfolgte mittels einiger Personen, welche die Enden eines Gummiseils vorspannten und nach Loslassen des hölzernen Fliegers weiterzogen.
Die 1932 errichtete Johann-Waller-Hütte der Naturfreunde wurde 2021 saniert wiedereröffnet.
Um 2010 wurde zumindest eine Startrampe für Paragleiter und eine Landewiese etwas oberhalb der Talstation eingerichtet.

## Bilder

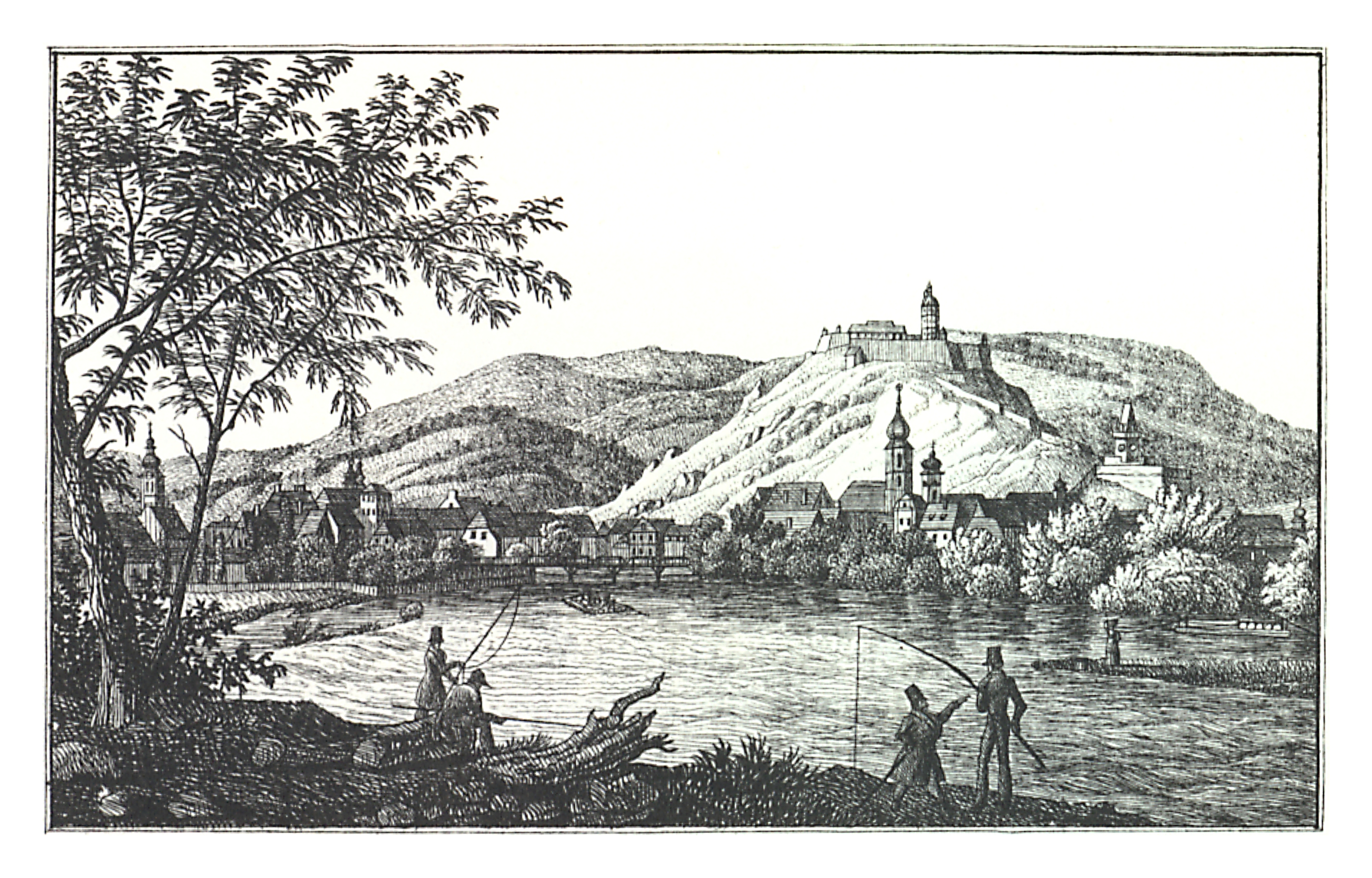
Schöckl, im Vordergrund Graz. Um 1830, Lith. Kuwasseg
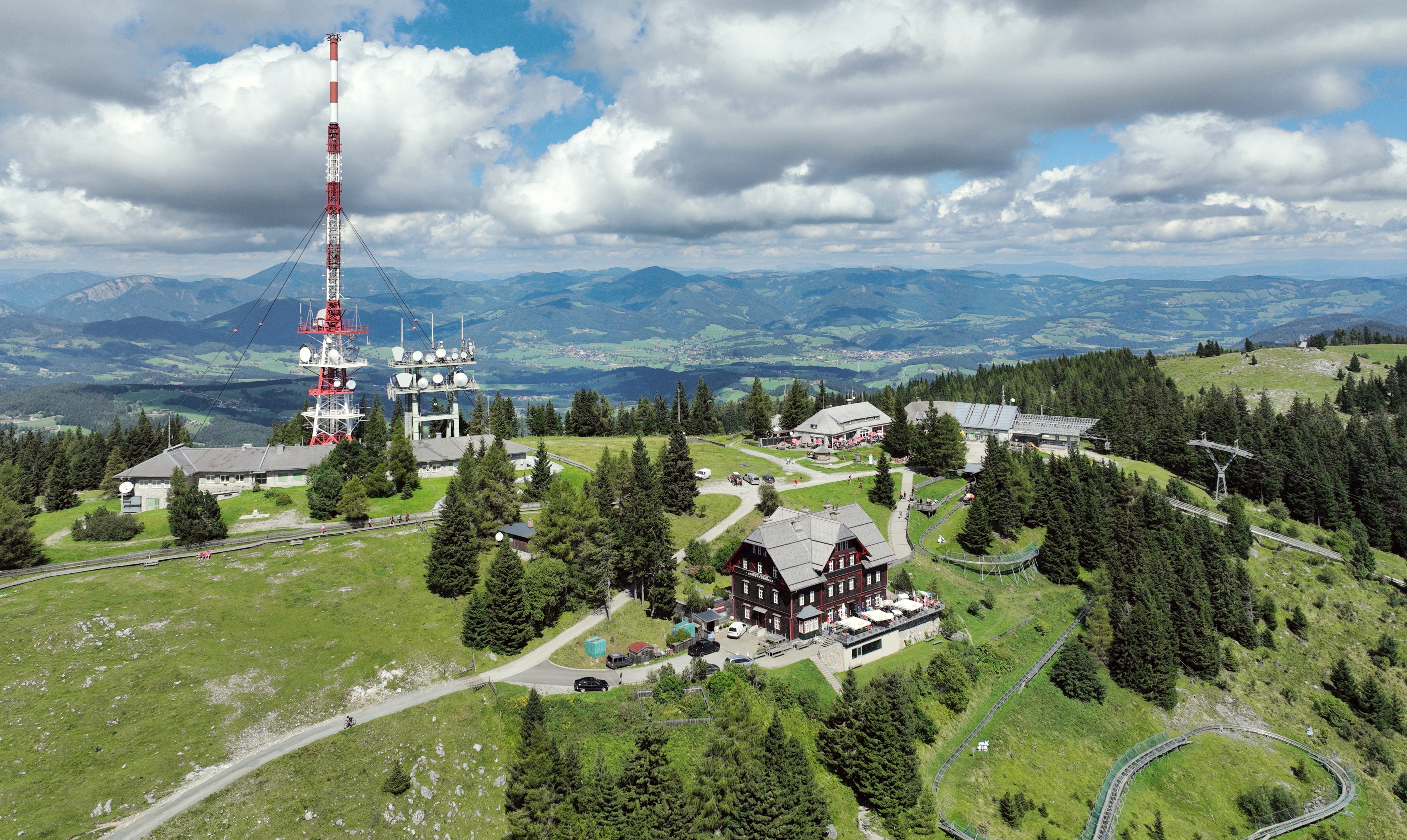
Gipfelareal im Bereich des Senders, Stubenberhauses und der Bergstation der Seilbahn
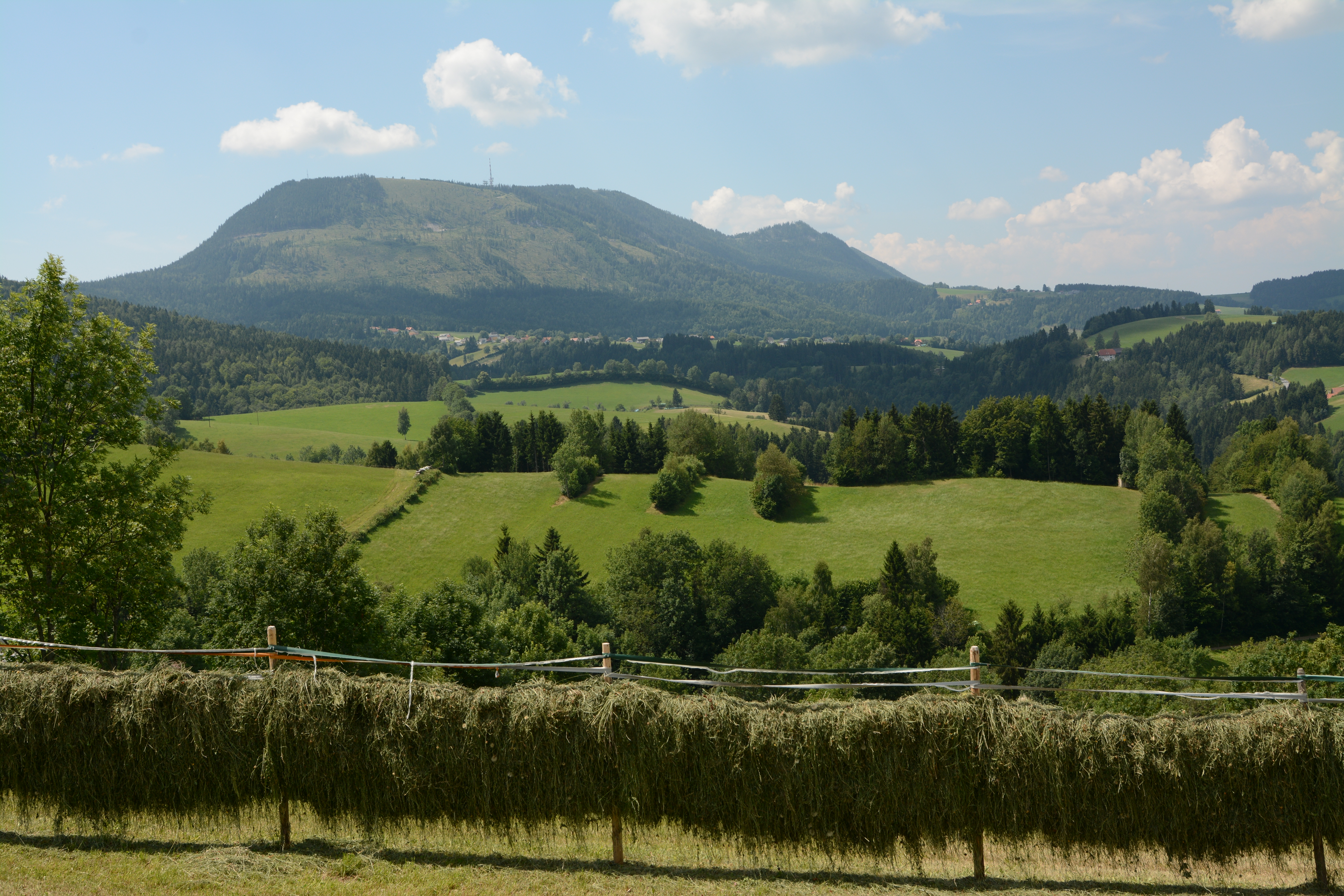
Schöckl vom Nordosten
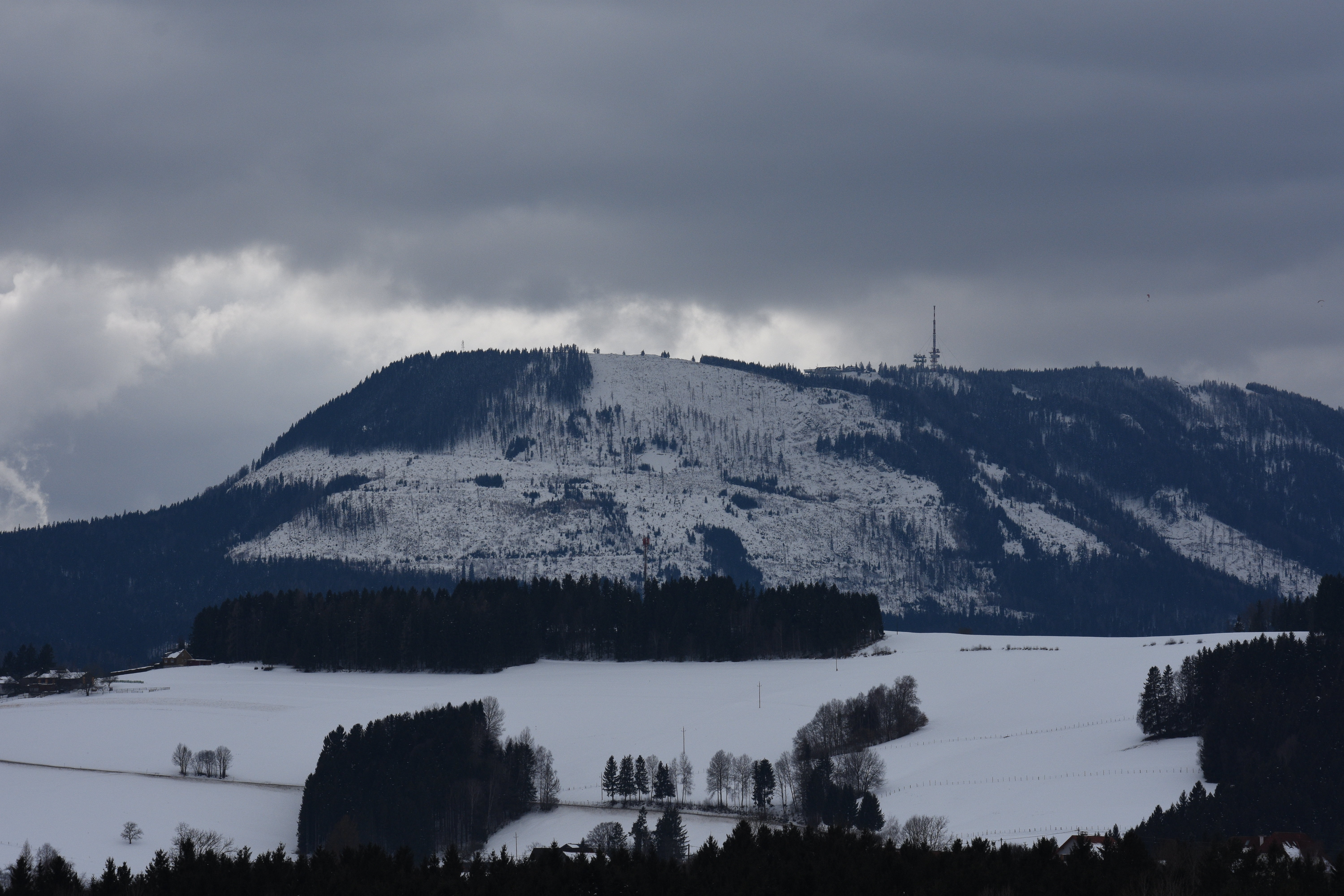
Schöckl, von der Nordseite
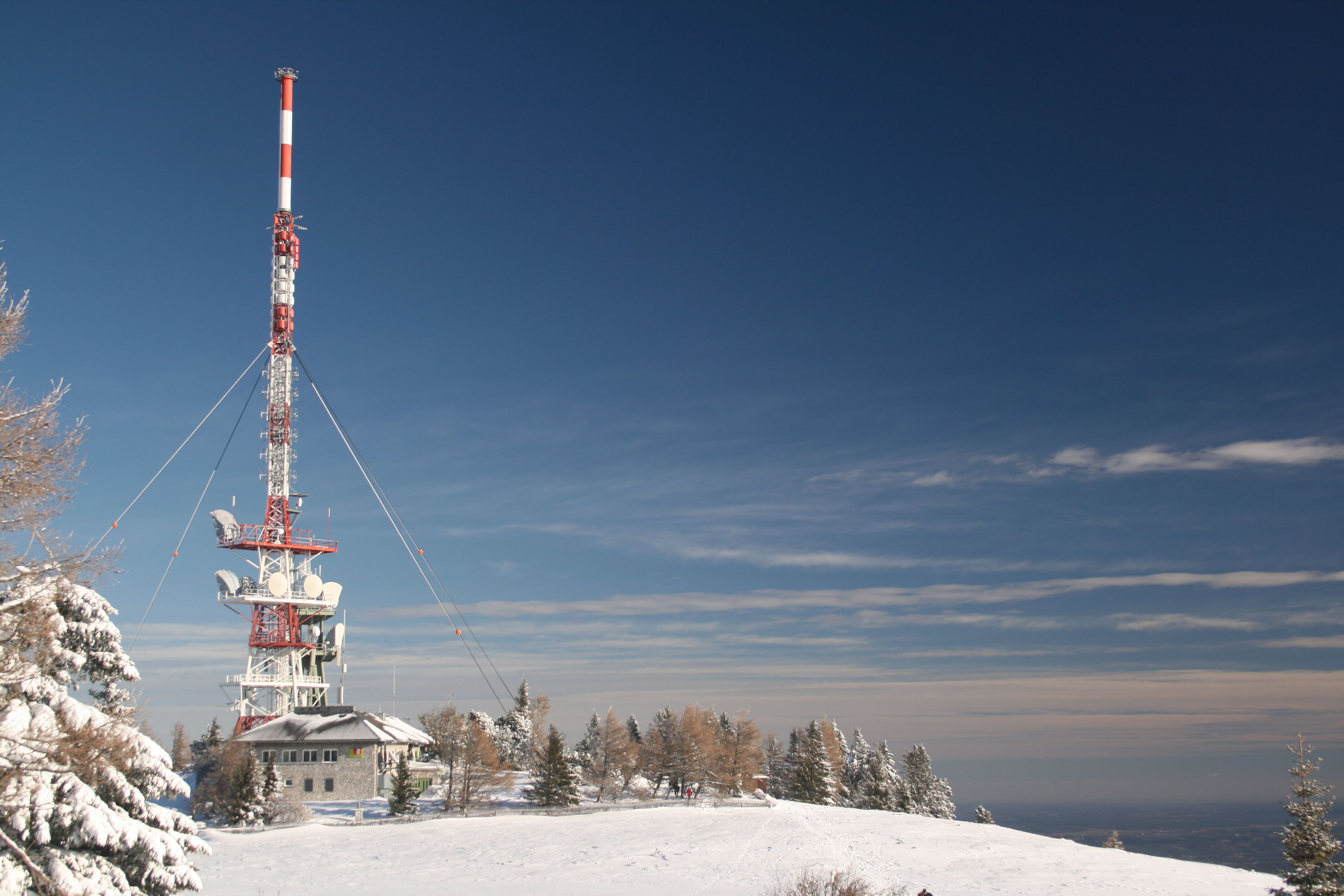
Sendeturm auf dem Schöckl
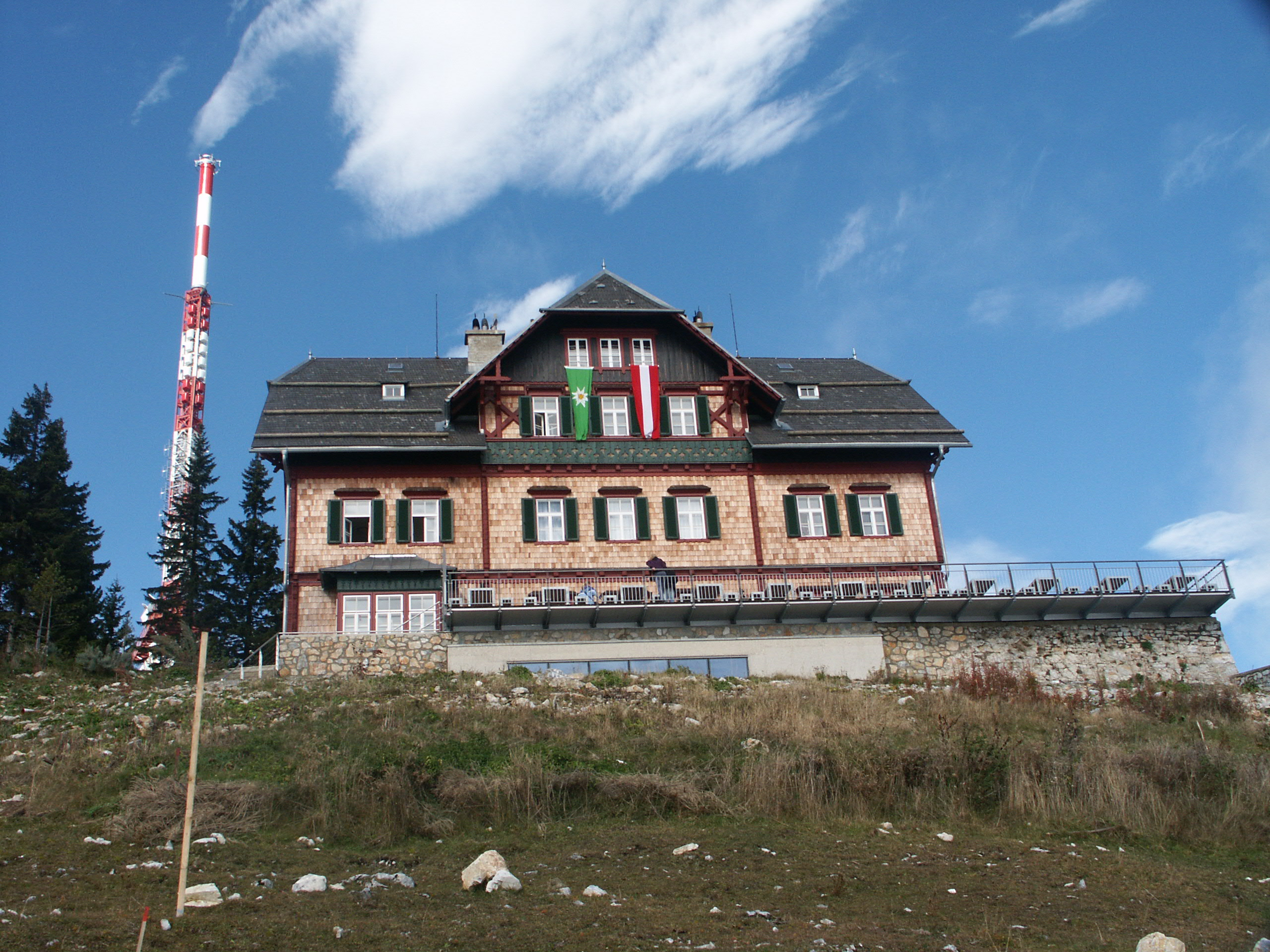
Stubenberghaus
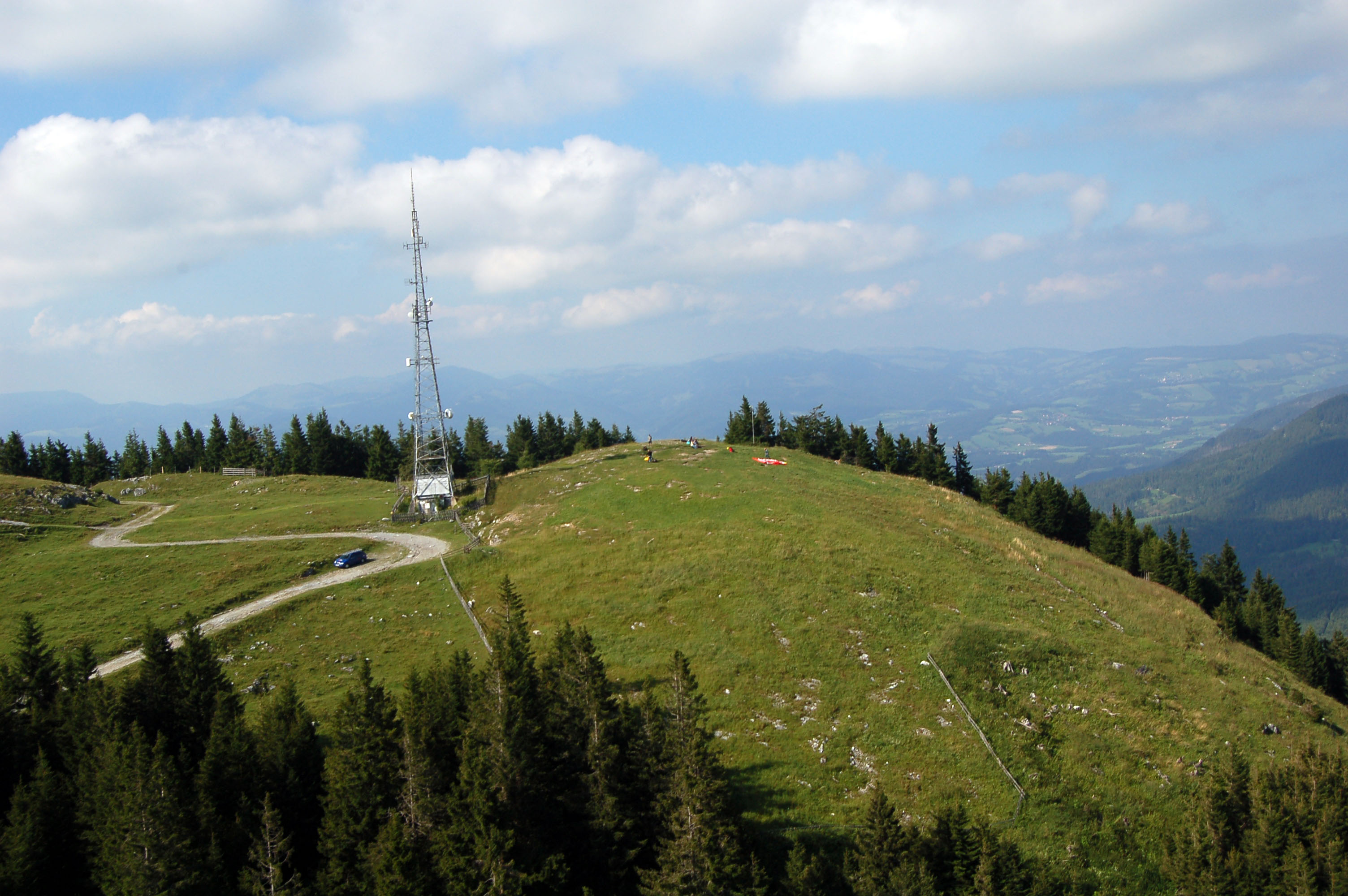
Startplatz für Para- und Hängegleiter
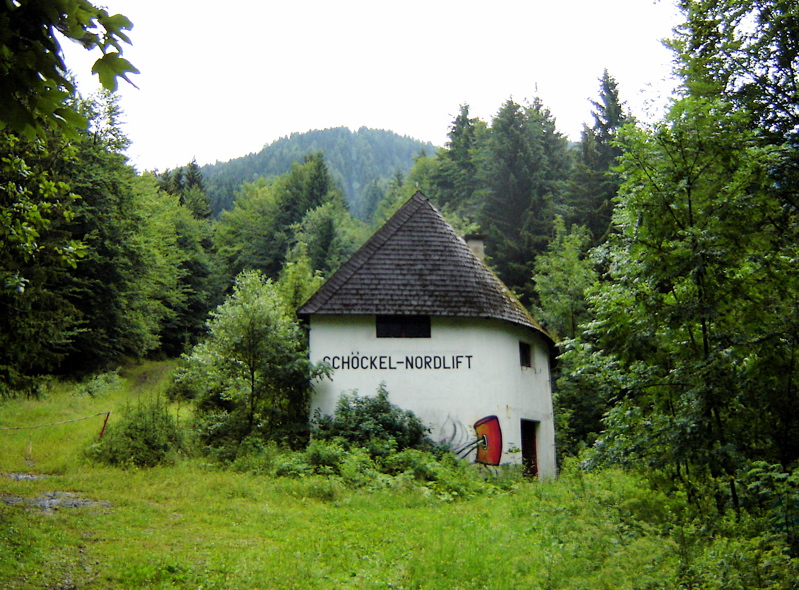
Alte Talstation des Nordlifts
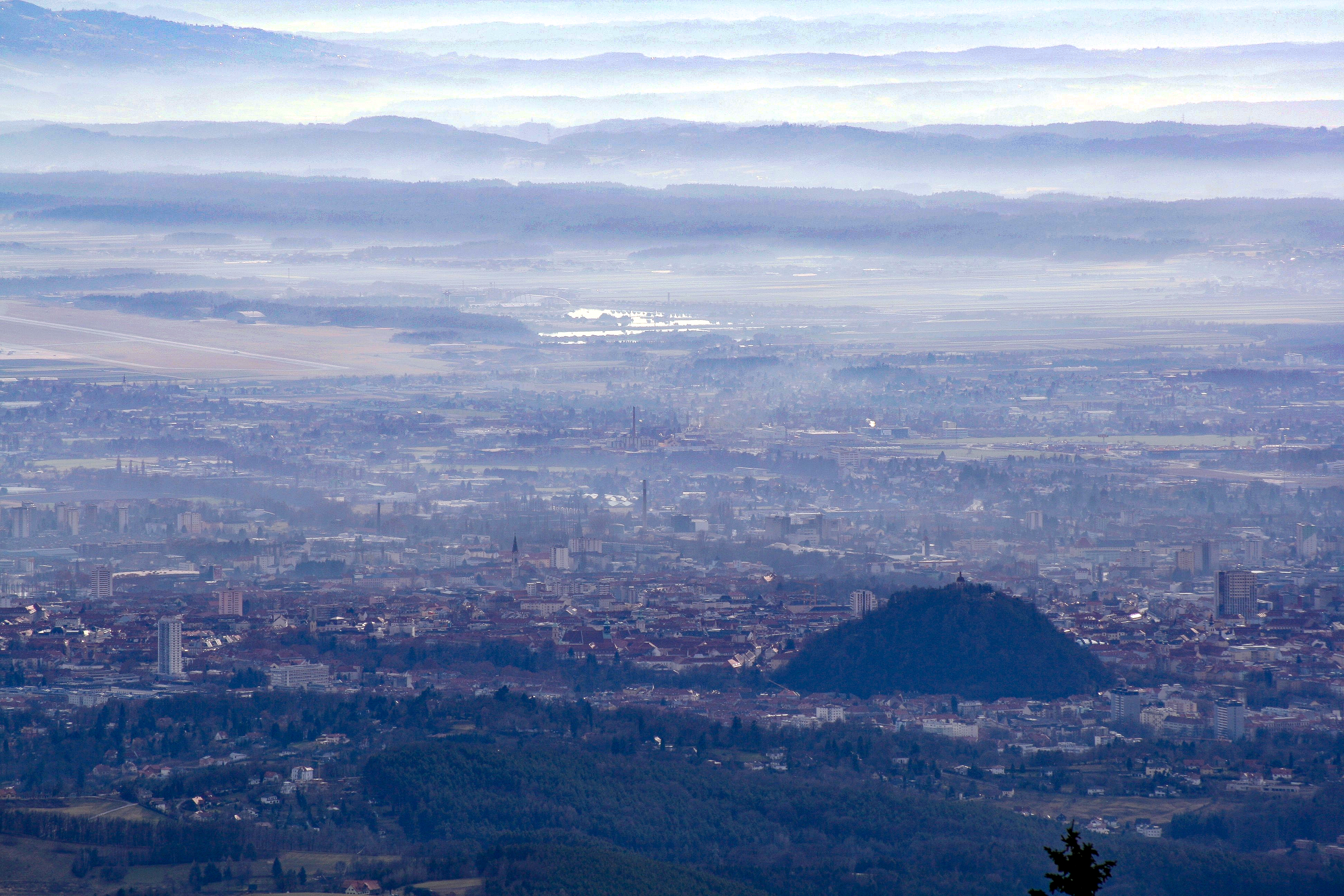
Blick vom Gipfel auf Graz
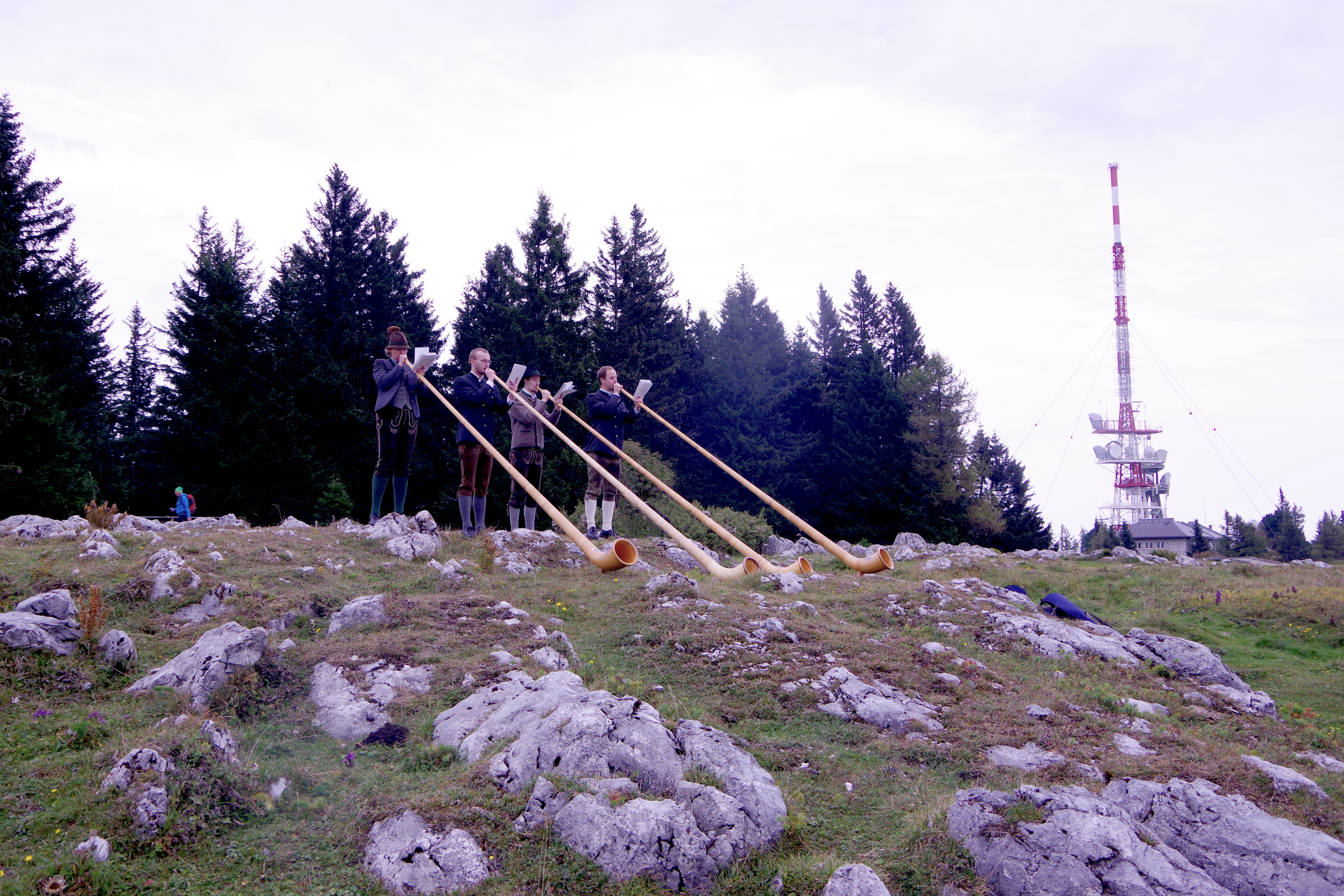
Alpenhörner am Gipfel des Schöckls